# Patriarchové Východní Indie

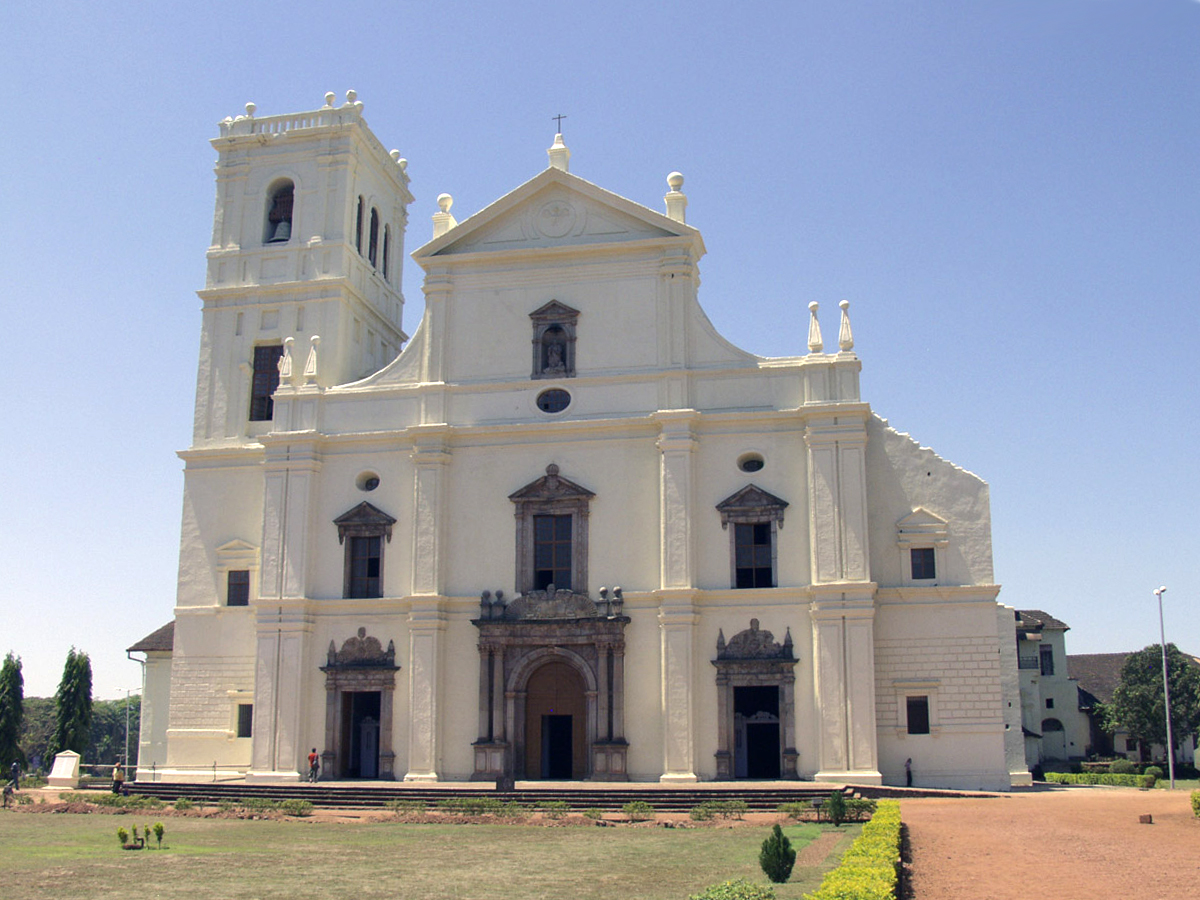
Katedrála v Goa, sídlo patriarchy Východní Indie

Patriarcha Východní Indie (latinsky Patriarcha Indiarum Orientalium) je titul římskokatolického patriarchy - arcibiskupa Goi a Damão v Indii.
Patriarcha na rozdíl od pravoslavných patriarchů plně podléhá papeži, nicméně má vlastní diecézi (na rozdíl od patriarchy Západní Indie. Titul byl poprvé udělen roku 1886, jako výsledek dohody mezi Svatým Stolcem a Portugalskem, a patriarcha církevně spravoval Portugalskou Indii.

## Seznam představených diecéze Goa

### Biskupové v Goa
1. Francisco de Melo (1533)
2. João Afonso de Albuquerque (1538-1553)

### Arcibiskupové v Goa
1. Gaspar de Leão Pereira (1560-1567)
2. Jorge Temudo (1568-1571)
3. Gaspar de Leão Pereira (1574-1576)
4. Henrique de Távora e Brito, (1578-1581)
5. João Vicente da Fonseca, (1582-1587)
6. Mateus de Medina, (1588-1592)
7. Aleixo de Menezes, (1595-1609)
8. Cristóvão de Sá e Lisboa (1613-1622)
9. Sebastião de S. Pedro, (1625-1629)
10. Manuel Teles de Brito, (1633)
11. Francisco dos Mártires, (1636-1652)
12. Cristóvão da Silveira, (1671-1673)
13. António Brandão, (1675-1678)
14. Manuel de Sousa e Menezes (1681-1684)
15. Alberto da Silva, (1685-1688)
16. Agostinho da Anunciação, (1691-1713)
17. Sebastião de Andrade Pessanha (1716-1720)
18. Inácio de Santa Teresa, (1721-1740)
19. Eugénio de Trigueiros, (1740-1741)
20. Lourenço de Santa Maria e Melo, (1741-1750)
21. António Taveira da Neiva Brum e Silveira, (1750-1773)
22. Francisco da Assunção e Brito, (1774-1783)
23. Manuel de Santa Catarina, (1784-1812)
24. Manuel de S. Galdino, (1812-1831)
25. José Maria da Silva Torres (1844-1849)
26. João Crisóstomo de Amorim Pessoa (1862-1874)
27. Aires de Ornelas e Vasconcelos (1875-1879)
28. António Sebastião Valente (1882-1886)

### Patriarchové východní Indie
1. Antonio Sebastião Valente (1886–1908)
2. Matheus de Oliveira Xavier (1909–1929)
3. Teotonio Emanuele Ribeira Vieira de Castro (1929–1940)
4. José da Costa Nuñes (1940–1953)
5. José Vieira Alvernaz (1953–1975)
6. Raul Nicolau Gonsalves (1978–2004)
7. kardinál Filipe Neri António Sebastião do Rosário Ferrão (od 2004)